# New Delhi Challenger 2 2008
Il New Delhi Challenger 2 2008 è stato un torneo di tennis facente parte della categoria ATP Challenger Series nell'ambito dell'ATP Challenger Series 2008. È stata la 6ª edizione del torneo, si è giocata a Nuova Delhi in India dal 19 al 25 maggio 2008 su campi in cemento e aveva un montepremi di $50 000. La settimana precedente si era giocato il New Delhi Challenger 1 2008, mentre ad agosto si svolsero il New Delhi Challenger 3 2008 e il New Delhi Challenger 4 2008.

## Vincitori

### Singolare
Gō Soeda ha battuto in finale  Lu Yen-hsun con il punteggio di 6–3, 3–6, 6–4.

### Doppio
Harsh Mankad /  Ashutosh Singh hanno battuto in finale  Brendan Evans /  Mustafa Ghouse con il punteggio di 7–5, 6–3.